# Rejon Leova
Rejon Leova – rejon administracyjny w południowo-zachodniej Mołdawii.

## Demografia
Liczba ludności w poszczególnych latach:
| 1959  | 1970  | 1979  | 1989  | 2004  | 2014  |
| ----- | ----- | ----- | ----- | ----- | ----- |
| 38809 | 49510 | 53414 | 55354 | 51056 | 53200 |